# Nattivit
Nattivit [ˈnatːivit] (nach alter Rechtschreibung Nagtivit; Kitaamiusut Nassuit) ist eine wüst gefallene grönländische Siedlung im Distrikt Ammassalik in der Kommuneqarfik Sermersooq.

## Lage
Nattivit liegt am Ende einer Halbinsel zwischen den Fjorden Nattivit Kangertivat und Sipportooq. Direkt vorgelagert liegt die Insel Immikkeerteq. Die nächstgelegenen bewohnten Orte sind Isertoq 24 km westlich und Tasiilaq 38 km östlich. Bis nach Ikkatteq sind es 24 km nach Osten.

## Geschichte
Nassuit war zwischen 1945 und 1954 von 18 bis 28 Personen bewohnt. Das Maximum wurde 1951 erreicht. Im selben Jahr gab es im Ort fünf Schulkinder. Anschließend war der Wohnplatz wieder verlassen.